# Джордж Лайон
Джордж Ла́йон (англ. George Lyon; народився 14 червня 1984) — південноафриканський хокеїст, нападник. Виступає за «Йоганнесбург Вайлдкетс» в Південноафриканській хокейній лізі. У складі національної збірної ПАР учасник чемпіонатів світу 2005 (дивізіон III), 2006 (дивізіон II), 2007 (дивізіон III), 2008 (дивізіон III) і 2010 (дивізіон III). 
Виступав за команди: «Йоганнесбург Вайлдкетс».

## Досягнення
- Срібний призер чемпіонату світу 2005 (дивізіон III)
- Срібний призер чемпіонату світу 2008 (дивізіон III)
- Бронзовий призер чемпіонату світу 2010 (дивізіон III, група B)